# Goodyera macrophylla
Goodyera macrophylla là một loài thực vật có hoa trong họ Lan. Loài này được Lowe mô tả khoa học đầu tiên năm 1831.